# St-André (Antrain)

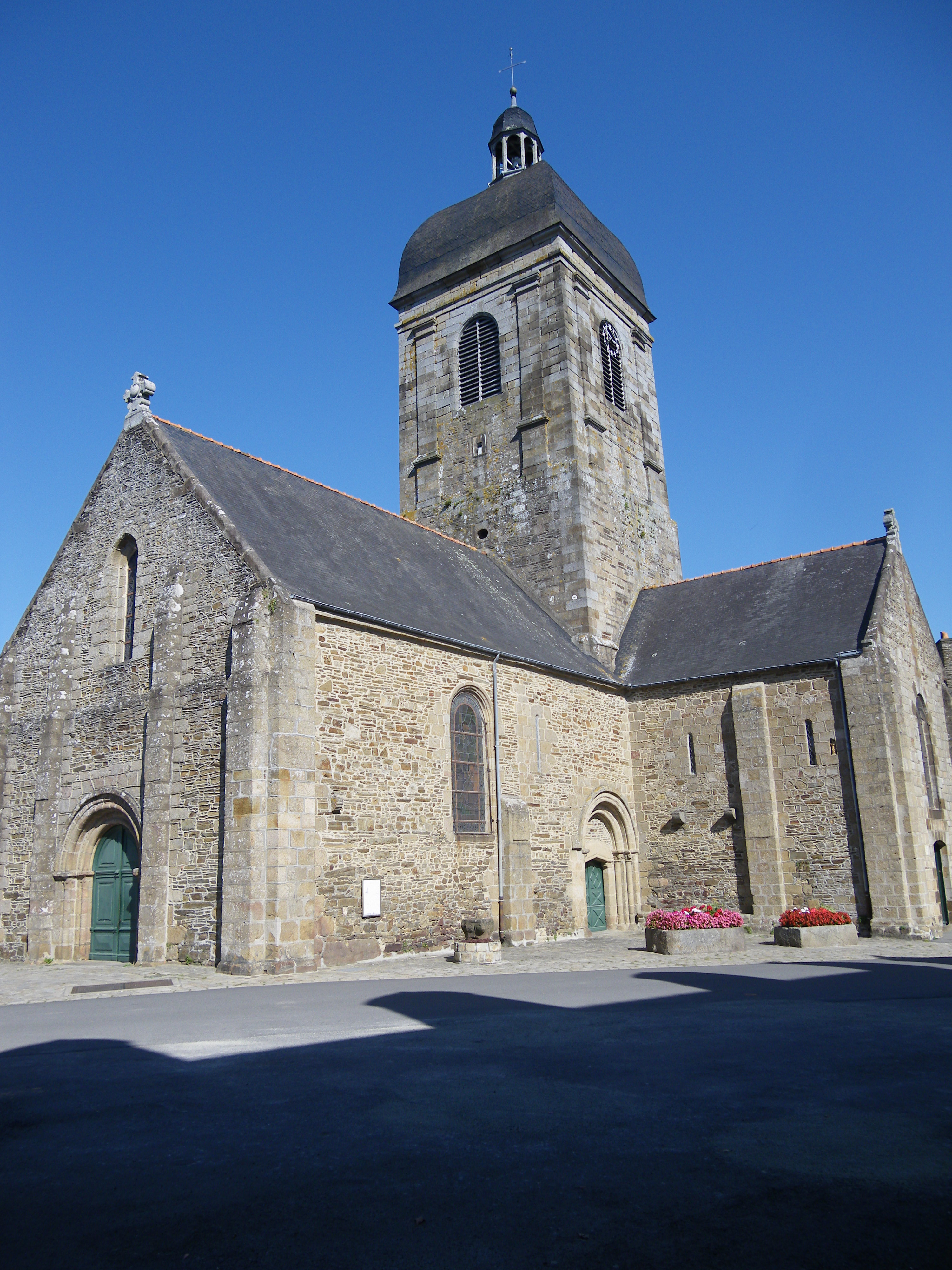
Kirche St-André in Antrain

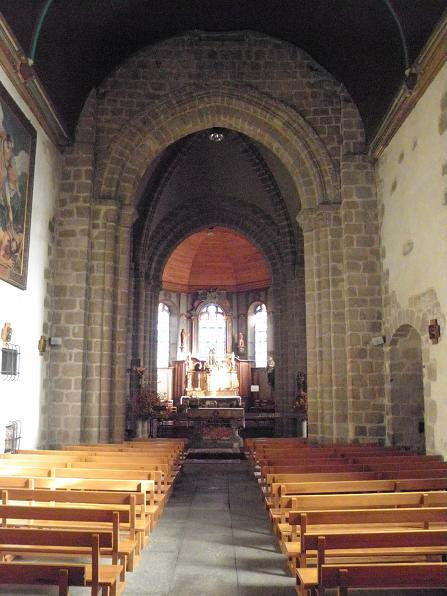
Innenansicht

Die katholische Pfarrkirche St-André in Val-Couesnon, einer französischen Gemeinde im Département Ille-et-Vilaine in der Region Bretagne, wurde ursprünglich im 12. Jahrhundert errichtet und ab dem 16. Jahrhundert umgebaut. Die dem Apostel Andreas geweihte Kirche wurde für das Priorat der Benediktinerabtei Saint-Florent bei Saumur erbaut.

## Architektur
Vom romanischen Saalbau sind große Teile des Kirchenschiffs, das Querschiff und die nördliche Absidiole erhalten. Ab dem 16. Jahrhundert fanden Umbaumaßnahmen statt. 
Der obere Teil des Glockenturms stammt aus dem Jahr 1760. Die nördliche Kapelle wurde im 19./20. Jahrhundert errichtet.

## Bleiglasfenster
Die Bleiglasfenster wurden in den 1870er von Noël Lavergne hergestellt.

## Orgel
Die Orgel wurde 1893 von der Orgelbaufirma Louis Debierre in Nantes geschaffen.

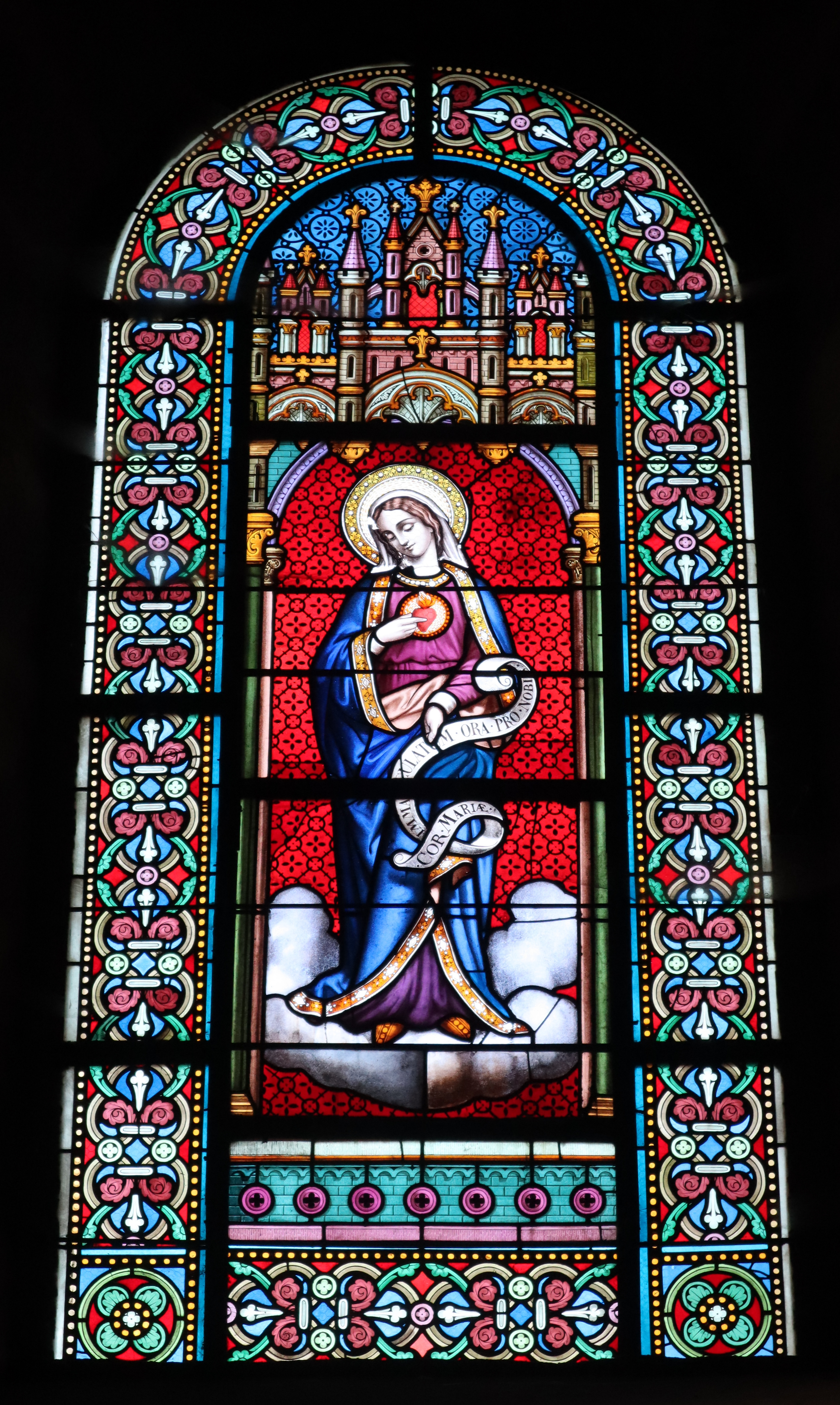
Fenster Unbeflecktes Herz Mariä
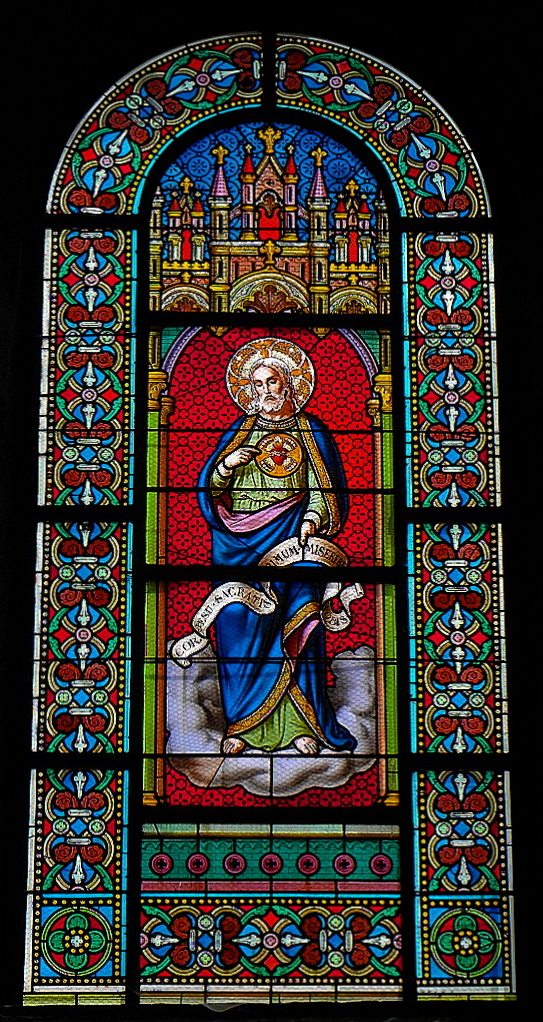
Fenster Heiligstes Herz Jesu
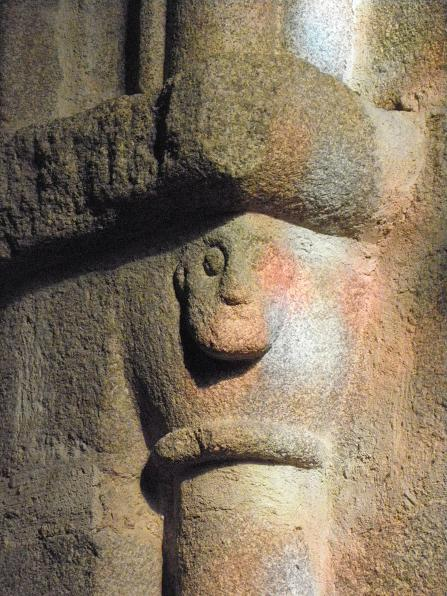
Romanisches Kapitell